# NYPD Movie/TV Unit
Die NYPD Movie/TV Unit (New York Police Department Film/TV-Einheit) ist eine Einheit, die dem Mayor’s Office of Film, Theatre and Broadcasting (Amt des Bürgermeisters für Film, Theater und Rundfunk) unterstellt ist. Sie hat das Ziel, für ein sicheres Umfeld für Filmteams und für die Bürger New Yorks zu sorgen. Die Einheit wurde 1966 gegründet und ist seitdem in zahlreichen Filmen in Erscheinung getreten. Eine solche Einheit gibt es derzeit nur in New York City. Leiter ist Anthony Chapman (2009).

## Aufgaben
Die NYPD Movie/TV Unit kommt immer dann zum Einsatz, wenn in New York Film- und Fernsehaufnahmen stattfinden. Der Einsatz ist für die jeweilige Produktionsfirma kostenlos. In erster Linie hat die Einheit die Aufgabe, die Drehorte abzusichern, den Verkehr umzuleiten und somit die enorme Menge an Filmproduktionen, die es in New York jährlich gibt, erst möglich zu machen.
Außerdem wirkt die NYPD Movie/TV Unit aktiv in Spielszenen mit, wenn in der Handlung Polizisten, Feuerwehrleute und ähnliche Einrichtungen benötigt werden. Hierbei liefert die NYPD Movie/TV Unit nicht nur die Statisten, sondern auch die Ausrüstung drumherum, wie Fahrzeuge, Uniformen und Waffen. Zusätzlich können sich Drehbuchautoren bei der NYPD Movie/TV Unit auch professionelle Hilfe holen, wenn es darum geht, einen Einsatz möglichst realitätsnah darzustellen.